# Урбани, Мара
Мара Урбани (род. 2 июня 1976, Бормио, провинция Сондрио, Италия — итальянская шорт-трекистка. Принимала участие в Олимпийских играх 1994, 1998 годов. 2-кратная чемпионка Мира, чемпионка Европы 1998 года.

## Спортивная карьера
Мара Урбани впервые участвовала на чемпионате мира в Гааге в эстафетной команде и заняла 5 место. Но уже через неделю на командном чемпионате мира в Будапеште выиграла золото вместе с Маринеллой Канклини, Катей Колтури, Марией Розой Кандидо и Катей Москони. В 1994 году на Олимпийских играх в Лиллехаммере Мара заняла 5-е место на дистанции 500 метров. и позже взяла бронзу в команде в Кеймбридже. Следующие медали пришлось ждать 2 года. Сначала Мара выиграла золото чемпионата мира в Гааге, а затем серебро командного чемпионата мира в Лейк-Плэсиде.
В январе 1998 года прошёл  чемпионат Европы в Будапеште, где Урбани выиграла в составе эстафетной команды золотую медаль. На очередных Олимпийских играх в Нагано Мара Урбани участвовала только в эстафете. Команда не попала в финал, но выиграла финал В, а занявших в финале 4-е место Китайцев дисквалифицировали, тем самым поставив Италию на 4 место. 